# Degervattnet, Ångermanland
Degervattnet är en sjö i Strömsunds kommun i Ångermanland och ingår i Ångermanälvens huvudavrinningsområde. Sjön har en area på 1,6 kvadratkilometer och ligger 211,9 meter över havet. Sjön avvattnas av vattendraget Nagasjöån. Vid provfiske har en stor mängd fiskarter fångats, bland annat abborre, gers, gädda och id.

## Delavrinningsområde
Degervattnet ingår i det delavrinningsområde (708440-151927) som SMHI kallar för Utloppet av Degervattnet. Medelhöjden är 325 meter över havet och ytan är 11,29 kvadratkilometer. Räknas de 19 avrinningsområdena uppströms in blir den ackumulerade arean 199,43 kvadratkilometer. Nagasjöån som avvattnar avrinningsområdet har biflödesordning 3, vilket innebär att vattnet flödar genom totalt 3 vattendrag innan det når havet efter 157 kilometer. Avrinningsområdet består mestadels av skog (80 procent). Avrinningsområdet har 1,69 kvadratkilometer vattenytor vilket ger det en sjöprocent på 15 procent.

## Fisk
Vid provfiske har följande fisk fångats i sjön:
- Abborre
- Gärs
- Gädda
- Id
- Lake
- Löja
- Mört
- Nors
- Sik
- Stäm